# Князєв Пилип Кирилович
Пилип Кирилович Князєв (14 липня 1916 , Солове, Рязанська губернія  — 27 червня 1994 , Курган ) — радянський партійний і державний діяч, голова Курганського облвиконкому, 1-й секретар Курганського обласного комітету КПРС. Кандидат у члени ЦК КПРС у 1966—1976 роках. Член ЦК КПРС у 1976—1986 роках. Депутат Верховної Ради Російської РФСР 6-го скликання. Депутат Верховної Ради СРСР 5-го, 7—11-го скликань.

## Життєпис
Народився в селянській родині в селі Солове Раненбурзького повіту Рязанської губернії, тепер Чаплигінського району Липецької області, Російська Федерація. 
У 1929 році закінчив сільську школу і поїхав навчатися до середньої школи в Москві. Провчившись два роки, через відсутність коштів повернувся на батьківщину.
У 1931—1934 роках навчався в Раненбурзькому педагогічному технікумі.
У 1934—1939 роках — вчитель російської мови та літератури в неповній середній школі села Чернишевка Первомайського району Воронезької (Тамбовської) області; викладач літератури і завідувач навчальної частини Первомайської середньої школи; інспектор шкіл Первомайського районного відділу народної освіти; секретар Первомайського районного комітету ВЛКСМ Тамбовської області.
Одночасно у 1935—1939 роках навчався на заочному відділенні Воронезького педагогічного інституту.
У 1939—1941 роках — в Тамбовському обласному відділі народної освіти, в районному комітеті ВЛКСМ.
Член ВКП(б) з 1940 року.
У липні 1941 року призваний до Червоної армії, учасник Німецько-радянської війни. Служив політичним керівником (політруком) 3-ї стрілецької роти 1-го батальйону 859-го стрілецького полку 294-ї стрілецької дивізії Північного та Ленінградського фронтів. 12 жовтня 1941 року був важко поранений і до лютого 1942 року перебував в Челябінському евакогоспіталі. Демобілізований з армії за станом здоров'я.
У 1942—1944 роках — секретар Тамбовського обласного комітету ВЛКСМ.
У 1944—1946 роках — 1-й секретар Ракшинського районного комітету ВКП(б) Тамбовської області.
У 1946—1948 роках — слухач Куйбишевської міжобласної партійної школи.
У 1948—1951 роках — 1-й секретар Дегтянського районного комітету ВКП(б) Тамбовської області.
У 1951—1952 роках — слухач курсів перепідготовки секретарів міськкомів і райкомів ВКП(б) при Вищій партійній школі при ЦК ВКП(б) у Москві.
У 1952—1955 роках — 1-й секретар Катайського районного комітету КПРС Курганської області.
У грудні 1955 — квітні 1959 року — секретар Курганського обласного комітету КПРС з питань розвитку сільського господарства.
11 квітня 1959 — грудень 1962 року — голова виконавчого комітету Курганської обласної ради депутатів трудящих.
У грудні 1962 р. — 21 грудня 1964 року — голова виконавчого комітету Курганської сільської обласної ради депутатів трудящих.
21 грудня 1964 — квітень 1966 року — голова виконавчого комітету Курганської обласної ради депутатів трудящих.
У 1964 році закінчив заочне відділення Шадринського сільськогосподарського технікуму, зоотехнік.
14 квітня 1966 — 25 червня 1985 року — 1-й секретар Курганського обласного комітету КПРС.
З червня 1985 року — персональний пенсіонер союзного значення в місті Кургані.
Помер 27 червня 1994 року в місті Кургані. Похований в Кургані на центральній алеї нового Рябковського цвинтаря.

## Нагороди і звання
- три ордени Леніна (1971, 1972, 1976)
- орден Вітчизняної війни I ст. (6.04.1985)
- орден Вітчизняної війни II ст. (1945)
- два ордени Трудового Червоного Прапора (1957, 1966)
- медаль «За перемогу над Німеччиною у Великій Вітчизняній війні 1941—1945 рр.» (1945)
- медаль «За доблесну працю у Великій Вітчизняній війні 1941—1945 рр.» (1945)
- медаль «За освоєння цілинних земель» (1956)
- медаль «Ветеран праці» (1984)
- медаль «20 років перемоги у Великій Вітчизняній війні 1941—1945 рр.» (1965)
- медаль «30 років перемоги у Великій Вітчизняній війні 1941—1945 рр.» (1975)
- медаль «40 років перемоги у Великій Вітчизняній війні 1941—1945 рр.» (1985)
- медалі
- звання «Почесний громадянин Курганської області» (8.06.2004, посмертно)